# のとじま (掃海艇)
のとじま（ローマ字：JS Notojima, MSC-682）は、海上自衛隊の掃海艇。すがしま型掃海艇の2番艇。艇名は能登島に由来する。

## 艦歴
「のとじま」は、平成7年度計画掃海艇382号艇として、日立造船神奈川工場で1996年5月8日に起工され、1997年9月3日に進水、1999年3月16日に就役し、第2掃海隊群第2掃海隊（横須賀）に編入された。
2000年3月13日、掃海部隊の改編により、掃海隊群第3掃海隊（横須賀）に編入。
2004年3月24日、第3掃海隊が廃止となり、横須賀地方隊第41掃海隊に編成替え。
2011年3月11日に発生した東北地方太平洋沖地震による東日本大震災に際し、災害派遣のため横須賀から緊急出港する。
2012年3月21日、舞鶴地方隊第44掃海隊に編成替え。
2014年6月20日から6月29日にかけて硫黄島周辺海域で平成26年度実機雷処分訓練に参加。
2015年2月1日から2月10日にかけて平成26年度機雷戦訓練（伊勢湾）に参加。
2016年6月17日から6月23日にかけて硫黄島周辺海域で平成28年度実機雷処分訓練に参加。同年11月20日から11月30日にかけて日向灘でアメリカ海軍との機雷戦訓練及び掃海特別訓練に参加。
2017年2月1日から2月10日にかけて平成28年度機雷戦訓練（伊勢湾）に参加。
2019年6月26日午後11時59分頃、広島県三原港沖の青木瀬戸を航行中、貨物船「ジェイケイIII」（総トン数699t）と衝突。右舷後方が大きくえぐれる被害。「のとじま」は自力での航行が不可能だったため翌27日、多用途支援艦「げんかい」が因島沖まで曳航し、同日午後3時ごろ、JMU因島事業所に入港した。10月23日、海上保安庁尾道海上保安部は「のとじま」と「ジェイケイIII」がお互いを右前方に視認し、海上衝突予防法に定める【行き会い船の見合い関係】において【互いに右転】すべきであったにもかかわらず、そのまま航行を続けたことが衝突事故の主因と断定。以上から、見張りが不十分だったとして業務上過失往来危険の疑いで、「のとじま」艇長と事故当時に当直士官だった2等海尉、「ジェイケイIII」2等航海士の3人を業務上過失往来危険容疑で書類送検した。
その後、造船所による被害調査の結果、復旧には修理期間が1年半、修理費用として11億円を要する見込みであることから費用対効果を鑑み、修理を断念し、退役の時期を数年早めて除籍されることとなった。
2020年4月、尾道区検察庁が業務上過失往来危険の罪で「のとじま」当直士官を略式起訴した。尾道簡易裁判所は当直士官に罰金20万円の略式命令を出し、艇長と貨物船を操船していた航海士を不起訴とした。
2020年6月12日、呉基地において除籍。呉地方総監 酒井良海将は「母港の舞鶴ではなく、この呉において自衛艦旗を返納することになったことを遺憾に思う。」と述べた。
同年12月17日、運輸安全委員会は2019年6月26日の衝突事故について、事故発生時「のとじま」艇長（33）が艦橋で居眠りをし当直士官（43）を適切に指導しなかった結果、当直士官は関連法規に定められた狭い水道における通常の行船法である【左舷対左舷航過】ではなく【右舷対右舷航過】を選択し、なおかつその行船意図を国際VHFにより伝えることを怠って航行、「ジェイケイIII」は通常の【左舷対左舷航過】をするだろうという思い込みにより「のとじま」に対し国際VHFによる意図確認を実施せず航行したため、衝突に至ったと結論付けた。